# Fey (Suíça)
Fey é uma comuna da Suíça, situada no distrito de Gros-de-Vaud, no cantão de Vaud. Tem 7,34 km² de área e sua população em 2018 foi estimada em 734 habitantes.